# Celestino Sadurní
Celestino Sadurní y Deop (c. 1830-1896) fue un grabador español del siglo XIX.

## Biografía
Grabador catalán y discípulo de la Escuela de aquella ciudad, en la Exposición de Madrid de 1881 presentó varias cabeceras y finales de la obra Don Quijote de la Mancha (edición de gran lujo), Uno de tantos y El guarda bosques. Muchos grabados suyos en los periódicos La Academia, La Niñez y varios más, y en novelas publicadas en Barcelona. Sadurní, que cultivó el grabado en madera, habría fallecido hacia 1896 en Barcelona. Para Francesc Fontbona, Sadurní habría sido «el principal xilógrafo catalán del siglo XIX».